# Кунье (Харьковская область)
Кунье́ (укр. Куньє) — село в Изюмском районе Харьковской области Украины. До 2020 года было административным центром Куньевского сельского совета, в который не входили другие населённые пункты.
Код КОАТУУ — 6322886001. Население по переписи 2001 года составляет 953 (424/529 м/ж) человека.

## Географическое положение
Село Кунье находится в 25 км от Изюма на реке Кунья, притоке Мокрого Изюмца, и вытянуто вдоль её русла на 12 км; ниже по течению примыкает к селу Искра.
На реке имеются несколько запруд (плотин).
К селу примыкает несколько небольших лесных массивов (дуб).
Южная часть села раньше была селом Червоная Долина.
В трёх км расположена ж.д. станция Закомельская.

## История
- 1692 — дата основания[3].
- В годы Великой Отечественной войны 459[2] жителей села воевали на фронтах в рядах Советской армии; из них погибли 230 воинов; 206 были награждены орденами и медалями СССР.[2]
- Во время вторжения России на Украину с конца февраля — начала марта[4] по сентябрь 2022 года село было оккупировано российскими войсками. Около него была российская военная база, где хранили и запускали ракеты «Точка-У»; по данным расследования Human Rights Watch, оттуда был совершён обстрел вокзала Краматорска 8 апреля[5]. 28-29 июня ВСУ нанесли удар по этой базе[4], а осенью освободили село в результате контрнаступления в Харьковской области.

## Экономика
- Молочно-товарная и свино-товарная фермы.
- Сельскохозяйственное производственное предприятие «Монолит».

## Объекты социальной сферы
- Школа.
- Стадион.
- Библиотека.
- Село газифицировано.

## Достопримечательности
- Братская могила советских воинов.[2] Похоронено 49 воинов.
- Памятник воинам-односельчанам, павшим во время ВОВ в 1941—1945 гг.[2]

## Известные люди
- Бабаевский, Семён Петрович — русский советский писатель, лауреат[2] трёх Сталинских премий СССР.